# Marie Clémence Lesson
Pour les articles homonymes, voir Lesson.
Marie Clémence Lesson, née Dumont de Sainte-Croix le 2 mars 1800 à Paris et morte le 4 août 1834à Rochefort est une illustratrice scientifique française.

## Biographie
Le père de Marie Clémence Lesson est le zoologiste français Charles Dumont de Sainte-Croix et sa mère est Rosalie Rey de Neuvie (1777-1854),. Elle suit une formation d'artiste d'histoire naturelle à Paris,.
Elle se marie en février 1827 à Paris avec l'ornithologue français René Lesson dont elle est la seconde épouse. Ils ont une fille, Anaïs.
Ses illustrations apparaissent dans le livre de son mari Histoire Naturelle des Oiseaux-Mouches. Elle a également travaillé pour le botaniste Charles Paulus Bélanger, l'explorateur Louis Isidore Duperrey et l'ornithologiste Louis-Pierre Vieillot.
Son mari nomme deux espèces d'oiseaux d’après elle, le Souimanga à dos vert (Cinnyris jugularis clementiae) en 1827 et le Colibri à gorge bleue (Lampornis clemenciae) en 1829.
Marie Clémence Lesson meurt du choléra en 1834.

## Galerie

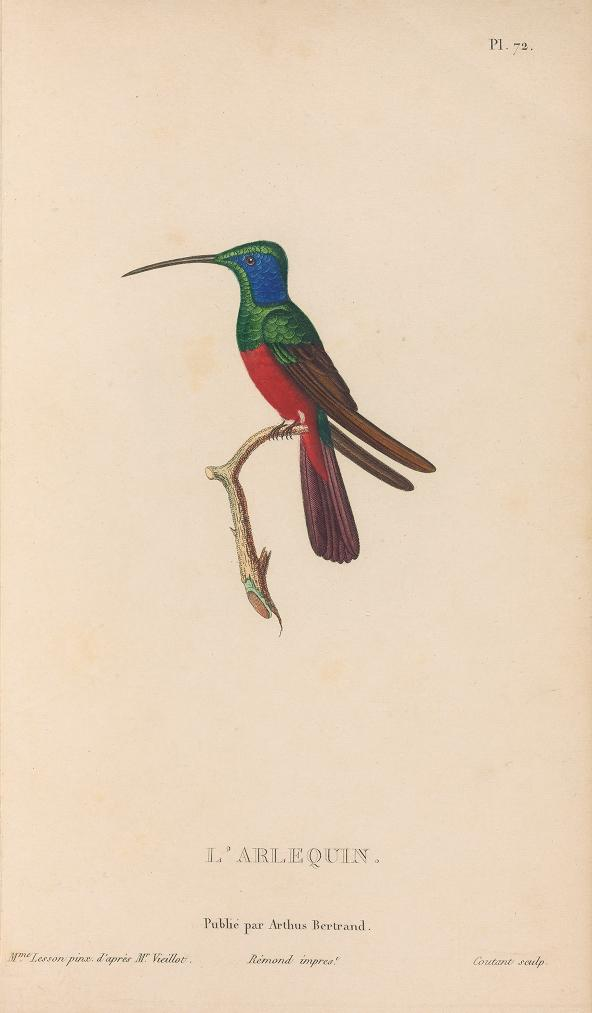
Oiseau-mouche harlequin (Troquilus multicolour)
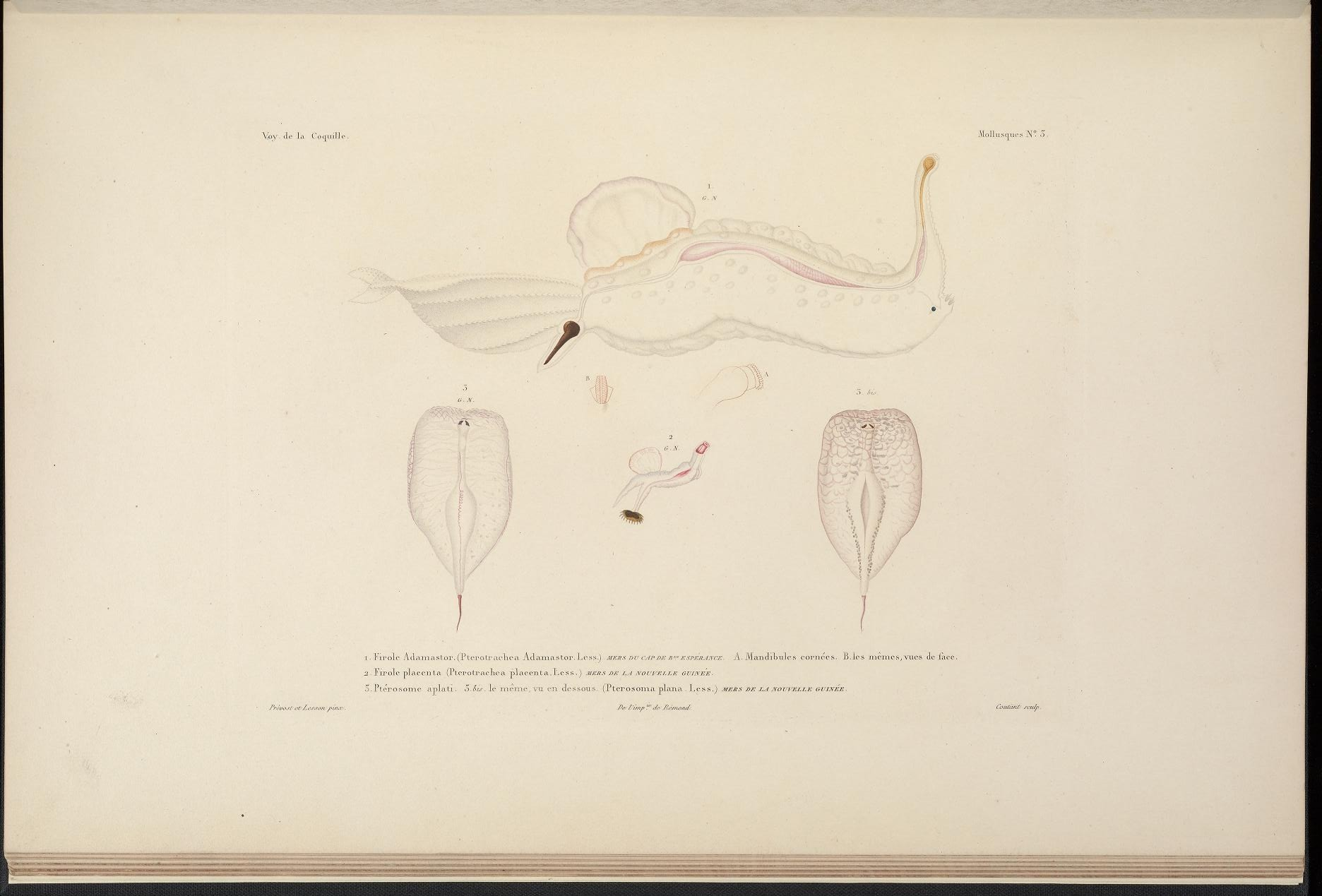
Mollusques